# Курач Микола Андрійович
Мико́ла Андрі́йович Ку́рач (1892 , Павлівка, Любецька волость, Городнянський повіт, Чернігівська губернія, Російська імперія  — 6 травня 1957 , Київ ) — український політичний, радянський і господарський діяч, виконувач обов'язків голови виконавчого комітету Київської обласної ради депутатів трудящих (1938), народний комісар фінансів Української РСР (1938—1944). Депутат Верховної Ради УРСР 1-го скликання (1938—1947), голова Центральної виборчої комісії Української РСР.

## Біографія
Народився 1892 року в бідній селянській родині у селі Павлівка, тепер Ріпкинський район, Чернігівська область. Закінчив 4-х річну церковно-парафіяльну школу. З 12 років працював у наймах, хлопчиком-помічником у крамниці, наймитом у багатого биндюжника на Шулявці у Києві. з 1913 року служив у російській армії. Учасник Першої світової війни 1914—1918 років. Після присяги з 1914 року навчався у фельдшерській школі при Київському військовому госпіталі, пізніше займав посаду ротного фельдшера 129-го Бесарабського піхотного полку. У 1915 році під час боїв у Карпатах попав у полон, перебував у таборі військовополонених біля Візельцбургу. Після укладення Берестейського миру наприкінці 1918 року приїхав у Москву.
На початку 1919 році повернувся до рідного села на Чернігівщині, де організував сільський революційний комітет, до 22 серпня 1919 року був його головою та одночасно членом Антонівського волостного ревкому. Воював у складі Чернігівського комуністичного загону. З 22 серпня 1919 по 16 червня 1923 року — у Червоній армії. У червоноармійцем Чернігівського комуністичного партизанського загону, пізніше служив у Самарі: комісаром запасного військового госпіталю, комісаром санітарної частини 145-ї бригади, комісаром 158-ї бригади, комісаром Самарських інденерних курсів. Згодом — комісар 163-ї бригади в Києві, помічником окружного військового комісара в Чернігові.
Член РКП(б) з 1919 року.
З 1923 року — на відповідальній політичній роботі в робітничо-селянській міліції Чернігівщини. Згодом працював секретарем та головою Березнянського, Остерського районних виконавчих комітетів Чернігівської округи; завідувачем організаційно-інструкторського відділу, завідувачем відділу комунального господарства Чернігівського окружного виконавчого комітету.
У 1931—1937 роках навчався в Київському будівельному інституті, отримав диплом інженера-архітектора. 15 листопада 1937 року був призначений директором архітектурно-планувального управління Київської міської ради.
25 грудня 1937 — травні 1938 року — виконувач обов'язків голови виконавчого комітету Київської обласної ради депутатів трудящих. У квітні 1938 року був призначений головою Центральної виборчої комісії Української РСР.
У травні 1938 — 20 січня 1943 року — народний комісар фінансів Української РСР. 26 червня 1938 року був обраний депутатом Верховної Ради УРСР 1-го скликання від Таращанської виборчої округи № 84 Київської області.
У лютому 1943 — березні 1944 року — начальник сектору відділу фінансування культури та охорони здоров'я Народного комісаріату фінансів СРСР. До вересня 1945 року перебував у резерві Народного комісаріату фінансів Української РСР.
У 1945 (затв. у березні 1946) — 6 травня 1957 року — завідувач Київського обласного фінансового відділу.
Помер 6 травня 1957 року в Києві.